# Zvonko Bego
Zvonko Bego (Split, 19. prosinca 1940. – Split, 13. kolovoza 2018.), hrvatski je nogometaš, osvajač zlatne medalje na Olimpijskim igrama u Rimu 1960. godine. Igrao je na mjestu lijevokrilnog napadača ili veznog igrača, ali je karijeru u Hajduku započeo na branki, dok barba Luka Kaliterna nije opazio kao se Zvonko služi svojom lijevom nogom.
Zvonko je igrao je za splitski Hajduk, zajedno s bratom Ivom. U inozemstvu je igrao za münchenski Bayern, nizozemski Twente i leverkusenski Bayer, a pretkraj karijere i (polu)rekreativno za kliški Uskok. Među braćom Bego Zvonko je imao najviše nogometnog uspjeha, a njegov budući uspjeh nagovijestit će već izjava (a za Zvonka priznanje) velikog nogometnog stručnjaka Frane Matošića, koji mu je nakon utakmice s Lokomotivom za Kup Jugoslavije 1957/58 koju je Hajduk dobio s 1:3, rekao: “mali dobro si igrao”. Zvonko je na njoj postigao i svoj prvi službeni zgoditak.
Za Hajduk je odigrao 375 utakmica i postigao 173 gola, od čega 47 u 194 službene utakmice i 126 u 181 prijateljskoj. Za jugoslavensku reprezentaciju je zaigrao 6 puta, postigavši dva pogotka. Prvi je put zaigrao 19. studenoga 1961. godine u prijateljskoj utakmici protiv Austrije (2:1), i posljednji puta 14 prosinca 1961 u Tel Avivu protiv Izraela (2:0). Njegov najdraži prvenstveni zgoditak bio je i prvi prvenstveni zgoditak na uttakmici koja se igrala protiv Vojvodine u Splitu 9. ožujka 1958, kada je njegovim pogotkom glavom Hajduk pobijedio s 1:0. Centrirao mu je oštro Jole Vidošević, a Zvonko se bacio za loptom i glavom je ubacio u mrežu. Te sezone taj zgoditak bio mu je jedini u 8 nastupa, a s njim bili dres još su branili Jurić na golu, Brkljača, Radović, Krstulović, njegov brat Ivo, Garov, Kragić, Papec, spomenuti Vidošević i Šenauer.
Za njegovu nogometnu karijeru mora se naglasiti da je imao čast biti jedan od četvorice igrača hajduka koji su za reprezentaciju nastupili kao olimpijski pobjednici Olimpijskih igara u Rimu 1960. godine, uz njega tu čast imali su i Kozlina, Anković i Žanetić.

## Statistika u Hajduku
Statistika u Hajduku
| Natjecanje        | Nastupi | Zgoditci |
| ----------------- | ------- | -------- |
| Prvenstvo         | 161     | 38       |
| Kup               | 27      | 8        |
| Superkup          | 0       | 0        |
| Međunarodne       | 6       | 1        |
| Splitski podsavez | 0       | 0        |
| Ukupno            | 194     | 47       |
| Prijateljske      | 181     | 126      |
| Sveukupno         | 375     | 173      |

Prvi nastup u prvoj momčadi Hajduka bio mu je protiv zagrebačke Lokomotive, u kup utakmici, šesnaestini finala 22. prosinca 1957. Nastupio je u početnom sastavu i postigao zgoditak. Hajduk je tu utakmicu dobio s 1:3. Ostala dva strijelca su bili Žanetić i Vičević, a na golu je bio Vulić.

## Golovi Zvonka Bege
Zvonko Bego u svojoj karijeri može se pohvaliti i time što je dao gol legendarnom vrataru Lavu Jašinu, bila je to prijateljska utakmica odigrana u Splitu 9 lipnja 1959. koju je Hajduk dobio golovima Bege i Ankovića s 2:0

### Prvenstveni golovi
Dao ih je 38. Sezone 1961/2 s 10 zgoditaka najbolji je strijelac Hajduka
- Sezona 1957/58, 1 gol
  - 1. Lokomotiva - Hajduk 1:3 (na svom prvom prvenstvenom nastupu) sezona 1957/8; 8 nastupa
- Sezona 1958/59, 7 golova (2. na listi strijelaca, iza Vidoševića s 8 zgoditaka)
  - 2. 21. rujna 1958 Hajduk - Vardar 3:0; Ostala dva gola dao je Vidošević
  - 3. 22. ožujka 1959 Hajduk - CZ 4:1; sezona 1958/9. ostali strijelci Vidošević, Šenauer, autogol
  - 4., 5., 6., 7.,  7. lipnja 1959 Hajduk - Rijeka 6:2; Ostala dva dali Anković i Šenauer
  - 8. 21. lipnja 1959 Hajduk - Budućnost 1:1; sezona 1958/9
- Sezona 1959/60, 6 golova (3. na listi strijelaca, iza Ankovića sa 17 i papeca s 10 zgoditaka)
  - 9., 10. 13. rujna 1959 Hajduk - Rijeka 4:0; sezona 1959/60; ostala dva Žanetić i Šenauer
  - 11. Hajduk - Sarajevo 7:1; sezona 1959/60. ostale dali Anković (2), Papec (2), Vukas, Vidošević
  - 12, 13. 1. studenog 1959 Hajduk - Sloboda 6:0.; ostale dali Anković (2), papec i Vidošević
  - 14. 5. lipnja 1960. Beograd - Hajduk 2:4; ostala 3 gola dao Anković
- Sezona 1960/61, 5 golova (opet treći na listi strijelaca, iza Ankovića s 15, i Papeca sa 7 zgoditaka
  - 15. 25. rujna 1960 Hajduk - Velež 2:2; drugi je dao Papec;
  - 16. 20. studenog 1960 Hajduk - Split 1:1;
  - 17. 26. ožujka 1961 Hajduk - CZ 1:0;
  - 18. 21. svibnja 1961 Hajduk - Dinamo 4:1; ostala 3 gola dali su Anković (2) i Marin Kovačić;
  - 19. 11. lipnja 1961 Rijeka - Hajduk 1:2; Drugi gol da je Anković; sezona 1960/61, 5 golova
- Sezona 1961/62, 10 golova (1. na listi strijelaca, slijede ga s po pet zgoditaka svaki Šenauer, Anković i Papec)
  - 20. 17. rujna 1961 Hajduk - Vojvodina 1:1
  - 21., 22. 22. listopada 1961 Hajduk- - Beograd 3:2; treći gol dao je Vukas
  - 23., 24. 29. listopada 1961 Novi Sad - Hajduk 2:4; druga dva gola dali su Papec i Anković
  - 25. 12. studenog 1961 Hajduk - Borac 3:0; ostale dali Anković i Garov
  - 26. 11. ožujka 1962. Hajduk - CZ 1:1
  - 27. 18. ožujka 1962 Hajduk - Dinamo 1:0
  - 28. 1. travnja 1962. Hajduk- Velež 2:0; drugi je dao Šenauer
  - 29. 29. travnja 1962 Hajduk - Novi Sad 3:0; ostale golove dali Šenauer i Papec
- Sezona 1962/63 (4. zgoditka i 2. na listi iza Ankovića i Papeca s po 5 zgoditaka)
  - 30. 19. kolovoza 1962 Hajduk - Velež 2:0; drugi je dao Anković
  - 31. 9. prosinca 1962. Partizan - Hajduk 4:1
  - 32. 14. travnja 1963. Hajduk - CZ 2:0; drugi gol je dao Papec
  - 33. 27. travnja 1963. Hajduk - Sarajevo 2:0; drugi je dao Papec
- Sezona 1963/64 (3 zgoditka)
  - 34. 1. rujna 1963 Novi Sad - Hajduk 0:4; ostale golove dali su Hlevnjak (2) i Anković
  - 35. 9. studenog 1963 Beograd - Hajduk 6.3; ostali govoli Anković i Nadoveza
  - 36. 24. studenog 1963 Željezničar - Hajduk 3:2; drugi gol dao je Branko Kraljević
- Sezona 1964/65 (2 zgoditka)
  - 37 13. prosinca 1964 Velež - Hajduk 0:2; drugi gol dao je B. Kraljević
  - 38. 6. lipnja 1965. Hajduk - Velež 2:0; drugi strijelac Dragan Popović.

### Golovi u Kup utakmicama
- Kup Jugoslavije 1957/58 ; 2 zgoditka
  - Lokomotiva - Hajduk 1:3, ostali golovi Vičević i Žanetić
  - Hajduk - Vojvodina 4:2; ostali golovi Papec (2), Vulić
- Kup Jugoslavije 1959/60 ; 1 zgoditak
  - Borac - hajduk 0:2; drugi gol dao je Vukas
- Kup Jugoslavije 1960/61 ; 2 zgoditka
  - Mačva - Hajduk 0:3; ostala 2 Šenauer, Papec
  - Hajduk - Šibenik 4:3; ostala 3 Anković
- Kup Jugoslavije 1963/64 ; 1 zgoditak
  - Hajdku - Lika 8:2; ostali nadoveza (3), Kraljević (2), Ferić, Hlevnjak
- Kup Jugoslavije 1964/65 ; 2 zgoditka
  - Hajduk (Vela Luka) - Hajduk 1-7; ostali zgodici Hlevnjak (2), Ferić (2), Županov, Žaja
  - Hajduk - Šibenik 2-2 (jedanaesterci 3:2); ostali Žaja (1); jedanaesterci: Žaja, Ferić, Fulgosi

### Golovi na europskim natjecanjima
- 1. Rappan kup 1963/64, Motor - Hajduk 2:3

## Privatni život
Oženjen je, ima dvoje djece Katiju i Sandru i suprugu Irenu s kojom je 2013. godine proslavio 50 godina braka.

## Izjave Zvonka Bege
- O današnnjim igračima hajduka. “Ovi danas? Ma ajde, prije se puno bolje igralo. Ovi samo trču, a i to baš ne mogu kako bi tribalo.”